# Eumiopteryx laticollis
Eumiopteryx laticollis är en bönsyrseart som beskrevs av Giglio-tos 1915. Eumiopteryx laticollis ingår i släktet Eumiopteryx och familjen Thespidae. Inga underarter finns listade i Catalogue of Life.